# جیکوب کلر
جیکوب کلر (انگلیسی: Jacob Clear؛ زادهٔ ۱۸ ژانویهٔ ۱۹۸۵) قایقران کایاک اهل استرالیا است.
وی در مسابقات کشوری و بین‌المللی در مجموع برندهٔ ۱ مدال طلا، ۱ مدال نقره، ۱ مدال برنز شده‌است.